# DDR-Skimeisterschaften 1968
Die 20. DDR-Skimeisterschaften fanden vom 27. Februar bis zum 3. März 1968 im thüringischen Oberhof statt. In elf Entscheidungen der Nordischen Skidisziplinen Langlauf, Skispringen und Nordische Kombination, davon drei Mannschaftswettbewerben gingen Athleten an den Start. Reichlich eine Woche vorher waren die nordischen Skiwettbewerbe bei den Olympischen Winterspielen in Grenoble beendet worden. Von dort brachten die DDR-Athleten eine Bronzemedaille mit, die etwas überraschend der Klingenthaler Kombinierer Andreas Kunz gewann.

## Langlauf

### Männer

#### 15 km
Nachdem sich es über die 30 Kilometer schon angedeutet hatte, wurde es mit dem Start des 15-Kilometer-Laufs Gewissheit. Gerhard Grimmer musste die Meisterschaften wegen einer Erkrankung abbrechen. In seiner Abwesenheit konnte Gert-Dietmar Klause seinen zweiten Meistertitel des Jahres 1968 erringen. Doch diesmal war es bei weitem nicht so eindeutig wie über die 30 Kilometer. Grimmers Klubkamerad und Olympiastarter Axel Lesser verpasste nur um neun Sekunden den Meistertitel. Und noch vor den anderen, meist Klingenthaler Langlaufspezialisten, gewann der Zinnwalder Biathlet Dieter Speer die Bronzemedaille.
Datum: Freitag, 1. März 1968
| Platz | Sportler            | Mannschaft            | Zeit (h) |
| ----- | ------------------- | --------------------- | -------- |
| 1     | Gert-Dietmar Klause | SC Dynamo Klingenthal | 49:09    |
| 2     | Axel Lesser         | ASK Vorwärts Oberhof  | 49:18    |
| 3     | Dieter Speer        | SG Dynamo Zinnwald    | 49:57    |
| 4     | Peter Thiel         | SC Dynamo Klingenthal | 50:09    |
| 5     | Schubert            | SC Dynamo Klingenthal | 50:49    |
| 6     | Gerd Heßler         | SC Dynamo Klingenthal | 51:03    |
| 6     | Günter Stützner     | SC Dynamo Klingenthal | 51:03    |
| 8     | Rainer Groß         | SC Dynamo Klingenthal | 51:06    |
| 9     | Jahn                | ASK Vorwärts Oberhof  | 51:09    |
| 10    | Jürgen Wolf         | SC Dynamo Klingenthal | 51:12    |

#### 30 km
Der erste Laufwettbewerb der Männer endete mit einem Klingenthaler Dreifacherfolg. Allerdings war Olympiastarter Gert-Dietmar Klause mit einem Vorsprung von fast eineinhalb Minuten eine Klasse für sich. Titelverteidiger Gerhard Grimmer, der schon bei Olympia gesundheitliche Beschwerden hatte, kam über einen neunten Platz nicht hinaus.
Datum: Mittwoch, 28. Februar 1968
| Platz | Sportler            | Mannschaft            | Zeit (h) |
| ----- | ------------------- | --------------------- | -------- |
| 1     | Gert-Dietmar Klause | SC Dynamo Klingenthal | 1:49:59  |
| 2     | Peter Lorenz        | SC Dynamo Klingenthal | 1:51:21  |
| 3     | Günter Stützner     | SC Dynamo Klingenthal | 1:51:51  |
| 4     | Axel Lesser         | ASK Vorwärts Oberhof  | 1:52:47  |
| 5     | Peter Thiel         | SC Dynamo Klingenthal | 1:53:00  |
| 6     | Jürgen Wolf         | SC Dynamo Klingenthal | 1:53:38  |
| 7     | Helmut Unger        | SC Dynamo Klingenthal | 1:55:42  |
| 8     | König               | ASK Vorwärts Oberhof  | 1:55:54  |
| 9     | Gerhard Grimmer     | ASK Vorwärts Oberhof  | 1:57:02  |
| 10    | Worofka             | SC Dynamo Klingenthal | 1:58:03  |

#### 50 km
Den einzigen Meistertitel im Langlauf der Männer für den ASK Vorwärts Oberhof gewann Axel Lesser über die längste Strecke. Der dreifache Meister Gert-Dietmar Klause konnte mit drei Wettbewerben in den Beinen nicht mehr mithalten und kam hinter dem starken Biathleten Dieter Speer auf dem Bronzeplatz ein. Für Speer war es schon die zweite Einzelmedaille bei den Meisterschaften.
Datum: Sonntag, 3. März 1968
| Platz | Sportler            | Mannschaft            | Zeit (h) |
| ----- | ------------------- | --------------------- | -------- |
| 1     | Axel Lesser         | ASK Vorwärts Oberhof  | 2:41:48  |
| 2     | Dieter Speer        | SG Dynamo Zinnwald    | 2:43:08  |
| 3     | Gert-Dietmar Klause | SC Dynamo Klingenthal | 2:44:32  |
| 4     | Jürgen Wolf         | SC Dynamo Klingenthal | 2:46:53  |
| 5     | Georg Kowars        | SC Harz               | 2:47:20  |

#### 4 × 10-km-Staffel
Der Staffelsieg ging in Abwesenheit von Gerhard Grimmer sehr deutlich an die mit zwei Olympiastartern besetzte erste Staffel aus Klingenthal. Nur Axel Lesser konnte zwischenzeitlich das Rennen offen gestalten, als er an dritter Position laufend, als Führender an den Schlussläufer übergab.
Datum: Sonnabend, 2. März 1968
| Platz | Mannschaft               | Sportler                                                     | Zeit (h) |
| ----- | ------------------------ | ------------------------------------------------------------ | -------- |
| 1     | SC Dynamo Klingenthal I  | Peter Thiel Günter Stützner Peter Lorenz Gert-Dietmar Klause | 2:25:45  |
| 2     | ASK Vorwärts Oberhof I   | Jahn Albrecht Axel Lesser König                              | 2:29:12  |
| 3     | SC Dynamo Klingenthal II | Helmut Unger Rainer Groß Schubert Jürgen Wolf                | 2:29:28  |

### Frauen

#### 5 km
Im letzten Laufwettbewerb der Frauen gab es einen eher überraschenden Ausgang. Noch vor drei Olympiateilnehmerinnen gewann die Oberwiesenthalerin Karin Scheidel den Sprintwettbewerb mit 10 Sekunden Vorsprung.
Datum: Sonntag, 3. März 1969
| Platz | Sportler        | Mannschaft                | Zeit (h) |
| ----- | --------------- | ------------------------- | -------- |
| 1     | Karin Scheidel  | SC Traktor Oberwiesenthal | 19:18    |
| 2     | Anna Unger      | SC Dynamo Klingenthal     | 19:28    |
| 3     | Gudrun Schmidt  | SC Motor Zella-Mehlis     | 19:35    |
| 4     | Renate Köhler   | SC Traktor Oberwiesenthal | 19:36    |
| 5     | Karin Machalett | SC Motor Zella-Mehlis     | 19:41    |

#### 10 km
Auch bei den Frauen gab es im ersten Laufwettbewerb eine neue Meisterin. Olympiastarterin Gudrun Schmidt aus Zella-Mehlis stellte ihre gute Form erneut unter Beweis und errang ihren ersten Meistertitel. Die Olympiastarterinnen Christine Nestler und Renate Köhler enttäuschten mit je über drei Minuten Rückstand.
Datum: Mittwoch, 28. Februar 1968
| Platz | Sportler          | Mannschaft                | Zeit (h) |
| ----- | ----------------- | ------------------------- | -------- |
| 1     | Gudrun Schmidt    | SC Motor Zella-Mehlis     | 41:34    |
| 2     | Christel Thiel    | SC Dynamo Klingenthal     | 42:26    |
| 3     | Anna Unger        | SC Dynamo Klingenthal     | 42:32    |
| 4     | Gabriele Nobis    | SC Dynamo Klingenthal     | 42:53    |
| 5     | Karin Scheidel    | SC Traktor Oberwiesenthal | 43:35    |
| 5     | Karin Machalett   | SC Motor Zella-Mehlis     | 43:35    |
| 7     | Christine Nestler | SC Traktor Oberwiesenthal | 43:48    |
| 8     | Sabine Schande    | SC Motor Zella-Mehlis     | 44:03    |
| 9     | Renate Köhler     | SC Traktor Oberwiesenthal | 44:12    |
| 10    | Petra Rauch       | SC Dynamo Klingenthal     | 44:37    |

#### 3 × 5-km-Staffel
In der Staffel konnten sich die mit zwei Olympiastartern angetretenen Oberwiesenthalerinnen durchsetzen. Durch zwei starke Juniorinnen und eine laufstarke Gudrun Schmidt konnte die Zella-Mehliser den Vizemeistertitel gewinnen.
Datum: Sonnabend, 2. März 1968
| Platz | Mannschaft                | Sportler                                       | Zeit (h) |
| ----- | ------------------------- | ---------------------------------------------- | -------- |
| 1     | SC Traktor Oberwiesenthal | Renate Köhler Christine Nestler Karin Scheidel | 1:00:24  |
| 2     | SC Motor Zella-Mehlis I   | Karin Machalett Sabine Schande Gudrun Schmidt  | 1:01:38  |
| 3     | SC Dynamo Klingenthal I   | Gabriele Nobis Christel Thiel Anna Unger       | 1:02:46  |

## Nordische Kombination
Bei den Kombinierern lagen natürlich alle Blicke auf dem überraschenden Bronzemedaillengewinner von Grenoble, Andreas Kunz. Doch bereits nach dem Springen hatte der für Olympia nicht nominierte Johanngeorgenstädter Lothar Düring 19 Punkte Vorsprung vor Kunz. Im Lauf konnte Kunz den Rückstand von gut eineinhalb Minute zwar stark abschmelzen, am Ende rettete Düring aber 12 Sekunden Vorsprung ins Ziel und siegte etwas überraschend vor Kunz.
Datum: Sprunglauf Donnerstag, 29. Februar 1968; 15 km Freitag, 1. März 1968
| Platz | Sportler         | Mannschaft                   | Punkte |
| ----- | ---------------- | ---------------------------- | ------ |
| 1     | Lothar Düring    | SG Dynamo Johanngeorgenstadt | 465,00 |
| 2     | Andreas Kunz     | SC Dynamo Klingenthal        | 443,50 |
| 3     | Günter Münzner   | SG Dynamo Johanngeorgenstadt | 431,55 |
| 4     | Roland Weißpflog | SC Traktor Oberwiesenthal    | 418,87 |
| 5     | Gerhard Möller   | SC Motor Zella-Mehlis        | 396,32 |
| 6     | Heinz Wünsche    | SC Traktor Oberwiesenthal    | 389,65 |
| 7     | Ingo Scheibenhof | SC Dynamo Klingenthal        | 385,08 |

## Skispringen

### Normalschanze
Nachdem kein Zella-Mehliser Springer sich für Olympia qualifiziert hatte, konnte man den Eindruck gewinnen, das nun diese Scharte ausgewetzt werden sollte. Platz zwei bis sechs belegten Springer vom SC Motor, aber den Titel holte sich der Klingenthaler Manfred Queck. Schon bei Olympia am besten platziert, konnte der 26-jährige Athlet seinen ersten Meistertitel feiern.
Datum: Donnerstag, 29. Februar 1968
| Platz | Sportler         | Mannschaft                | Punkte |
| ----- | ---------------- | ------------------------- | ------ |
| 1     | Manfred Queck    | SC Dynamo Klingenthal     | 225,8  |
| 2     | Horst Queck      | SC Motor Zella-Mehlis     | 222,2  |
| 3     | Peter Lesser     | SC Motor Zella-Mehlis     | 220,9  |
| 4     | Veit Kührt       | SC Motor Zella-Mehlis     | 218,1  |
| 5     | Josef Tonhauser  | SC Motor Zella-Mehlis     | 211,5  |
| 6     | Heinz Schmidt    | SC Motor Zella-Mehlis     | 210,2  |
| 7     | Manfred Wolf     | ASK Vorwärts Brotterode   | 209,2  |
| 8     | Christoph Rölz   | SC Dynamo Klingenthal     | 205,7  |
| 9     | Jürgen Dommerich | SC Motor Zella-Mehlis     | 205,3  |
| 10    | Christian Kiehl  | SC Traktor Oberwiesenthal | 204,9  |

### Großschanze
8000 Zuschauer sahen an der Schanze am Rennsteig einen packenden Wettkampf mit einem nicht unbedingt erwarteten Ausgang. Bedingt durch ihre Dominanz in den zwei vorhergehenden Springen waren vor allem die Springer aus Zella-Mehlis in der Favoritenrolle. Und nach dem ersten Durchgang bestätigte sich dieser Eindruck, Horst Queck lag vorn, Dieter Scharf auf Platz 5. Doch mit dem neuen Schanzenrekord von 114,5 m fing Scharf den Zella-Mehliser noch ab und gewann mit 1,2 Punkten Vorsprung.
Datum: Sonntag, 3. März 1968
| Platz | Sportler         | Mannschaft                | Punkte |
| ----- | ---------------- | ------------------------- | ------ |
| 1     | Dieter Scharf    | SC Traktor Oberwiesenthal | 254,9  |
| 2     | Horst Queck      | SC Motor Zella-Mehlis     | 253,7  |
| 3     | Josef Tonhauser  | SC Motor Zella-Mehlis     | 235,6  |
| 4     | Manfred Queck    | SC Dynamo Klingenthal     | 232,5  |
| 5     | Peter Lesser     | SC Motor Zella-Mehlis     | 231,0  |
| 6     | Manfred Wolf     | ASK Vorwärts Brotterode   | 230,1  |
| 7     | Dieter Neuendorf | ASK Vorwärts Brotterode   | 228,9  |
| 8     | Bernd Karwofsky  | SC Dynamo Klingenthal     | 226,8  |
| 9     | Körner           | SC Dynamo Klingenthal     | 219,1  |
| 10    | Wolfgang Stöhr   | SC Dynamo Klingenthal     | 215,2  |

### Mannschaftsspringen
Die zum zweiten Mal durchgeführte Meisterschaft im Mannschaftsspringen zeigte zum einen die klare Dominanz der Zella-Mehliser Springer, zum anderen jedoch ein niedriges Niveau. So konnte am Ende die Zella-Mehliser Truppe um Horst Queck mit großem Abstand den Mannschaftsmeistertitel feiern.
Datum: Sonnabend, 2. März 1968
| Platz | Mannschaft               | Sportler                                               | Punkte |
| ----- | ------------------------ | ------------------------------------------------------ | ------ |
| 1     | SC Motor Zella-Mehlis IV | Heinz Schmidt Veit Kührt Horst Queck Peter Lesser      | 616,7  |
| 2     | SC Motor Zella-Mehlis I  | Walter Rainer Schmidt Jürgen Dommerich Josef Tonhauser | 559,6  |
| 3     | SC Dynamo Klingenthal V  | Bernd Karwofsky Körner Wolfgang Stöhr Manfred Queck    | 552,5  |

## Medaillenspiegel
Klingenthaler Athleten gewann mehr als ein Drittel aller Medaillen, die Armeesportler aus Oberhof und Brotterode mussten ohne ihre Asse Grimmer und Neuendorf eine magere Ausbeute verzeichnen.
| Medaillenspiegel (nach allen 11 Wettbewerben) | Medaillenspiegel (nach allen 11 Wettbewerben) | Medaillenspiegel (nach allen 11 Wettbewerben) | Medaillenspiegel (nach allen 11 Wettbewerben) | Medaillenspiegel (nach allen 11 Wettbewerben) | Medaillenspiegel (nach allen 11 Wettbewerben) |
| Platz                                         | Mannschaft                                    | Gold                                          | Silber                                        | Bronze                                        | Gesamt                                        |
| --------------------------------------------- | --------------------------------------------- | --------------------------------------------- | --------------------------------------------- | --------------------------------------------- | --------------------------------------------- |
| 1                                             | SC Dynamo Klingenthal                         | 4                                             | 4                                             | 5                                             | 13                                            |
| 2                                             | SC Traktor Oberwiesenthal                     | 3                                             | 0                                             | 0                                             | 3                                             |
| 3                                             | SC Motor Zella-Mehlis                         | 2                                             | 4                                             | 3                                             | 9                                             |
| 4                                             | ASK Vorwärts Oberhof                          | 1                                             | 2                                             | 0                                             | 3                                             |
| 5                                             | SG Dynamo Johanngeorgenstadt                  | 1                                             | 0                                             | 1                                             | 2                                             |
| 6                                             | SG Dynamo Zinnwald                            | 0                                             | 1                                             | 1                                             | 2                                             |